# Janja Žitnik Serafin
Janja Žitnik Serafin, slovenska strokovnjakinja za izseljenstvo in priseljevanje v Sloveniji ter za literarno in kulturno zgodovino, * 4. oktober 1956, Ljubljana.

## Življenjepis
Leta 1981 je diplomirala iz angleškega in nemškega jezika in književnosti na Filozofski fakulteti v Ljubljani, kjer je magistrirala iz ameriške književnosti. Leta 1992 je doktorirala iz literarnih znanosti. Od leta 1982 je redno zaposlena na ZRC SAZU, v letih 1982–85 kot strokovna delavka na Inštitutu za slovenski jezik, od leta 1985 dalje pa kot raziskovalka na Inštitutu za slovensko izseljenstvo.
Doslej je bila odgovorna nosilka petih (že zaključenih) raziskovalnih projektov. V letih 1992–94 je bila predstojnica Inštituta za slovensko izseljenstvo ZRC SAZU. Od leta 1994 je članica Založniškega sveta ZRC SAZU, od 1999 naprej pa tudi članica Znanstvenega sveta ZRC SAZU. V letih 1996–2000 je bila tudi glavna urednica znanstvene revije Dve domovini/Two homelands (od ustanovitve 1990 je članica uredniškega odbora). Od leta 2001 je tudi glavna urednica znanstvene monografske zbirke Migracije. S predavanji, samostojnimi predmeti in kot somentorica je sodelovala in še sodeluje v podiplomskih študijskih programih Oddelka za slavistiko in Oddelka za slovenistiko Filozofske fakultete Univerze v Ljubljani in Fakultete za podiplomski študij Univerze v Novi Gorici. Je članica Society for Slovene Studies, American Association for the Advancement of Slavic Studies, Association for the Study of Ethnicity and Nationalism in delegatka Inštituta za slovensko izseljenstvo ZRC SAZU v Association of European Migration Institutions.
Leta 2012 je prejela Zlati znak ZRC SAZU.

## Strokovna področja
V okviru literarne in kulturne zgodovine se Janja Žitnik Serafin od leta 1985 ukvarja predvsem s slovensko izseljensko književnostjo in kulturo, med drugim je objavila štiri samostojne monografije o Louisu Adamiču. Njen najodmevnejši prispevek k slovenski literarni zgodovini je sintetični pregled Slovenska izseljenska književnost, ki je izšel v treh knjigah in pri katerem je sodelovala kot pubudnica in nosilka istoimenskega projekta ter kot soavtorica in glavna urednica osrednjega rezultata projekta. Od leta 2002 raziskuje tudi priseljensko književnost in kulturo v Sloveniji (Večkulturna Slovenija, 2008). Zanimajo jo vzporednice in razlike med slovensko izseljensko književnostjo in izseljensko literarno produkcijo drugih narodov (predvsem priseljencev v Sloveniji) ter družbeno-kulturni položaj slovenskih izseljenskih avtorjev in priseljenskih piscev v Sloveniji. Objavlja v domačih in tujih revijah in zbornikih na področju literarnih ved, slovenistike in migracijskih študij.

## Izbrana bibliografija
Monografije
- Louis Adamič in sodobniki: 1948–1951. Ljubljana: Slovenska akademija znanosti in umetnosti, Razred za filološke in literarne vede: = Academia scientiarum et artium Slovenica, Classis II: Philologia et litterae, 1992. (COBISS)
- Pero in politika: zadnja leta Louisa Adamiča. Ljubljana: Slovenska matica, 1993. (COBISS)
- Orel in korenine med »brušenjem« in cenzuro, (Zbirka ZRC, 6). Ljubljana: Znanstvenoraziskovalni center SAZU, 1995. (COBISS)
- Pogovori o Louisu Adamiču. Ljubljana: Prešernova družba, 1995. (COBISS)
- Slovenska izseljenska književnost 1–3. Ljubljana: ZRC: Rokus, 1999. (COBISS)
- Večkulturna Slovenija: položaj migrantske književnosti in kulture v slovenskem prostoru. Monografska publikacija, 2008. (COBISS)

Izbor mednarodnih objav
- Louis Adamic's image of America as it has been presented to the Slovene reading public. Slovene Studies, 1991. (COBISS)
- The American reception of Louis Adamic's last book on Yugoslavia. Slovene Studies, 1992. (COBISS)
- Janko Lavrin: Slovene intellectual ambassador. Slovene Studies, 1996. (COBISS)
- The return of Slovene emigrant literature. AEMI Journal, 2003. (COBISS)
- Globalization and the prospects of multicultural coexistence and world peace. Journal of National Development, 2003. (COBISS)
- Immigrants in Slovenia: integration aspects. Migracijske i etničke teme, 2004. (COBISS)
- Lively visions, ossified realities: co-cultures in Slovenia. AEMI Journal, 2004. (COBISS)
- Cultural life of the immigrant community: factors of dynamics. Migracijske i etničke teme, 2006. (COBISS)
- Statistical facts are human fates: unequal citizens in Slovenia. Journal of Ethnic and Migration Studies, jan. 2008. (COBISS)
- Slovene emigré literature as a part of Slovene national literature. Slovene Studies, 2008. (COBISS)